# Tersilochus microgaster
Tersilochus microgaster är en stekelart som först beskrevs av Szepligeti 1899.  Tersilochus microgaster ingår i släktet Tersilochus och familjen brokparasitsteklar. Inga underarter finns listade i Catalogue of Life.